# Grande Prêmio do Canadá de 1995
Resultados do Grande Prêmio do Canadá de Fórmula 1 realizado em Montreal em 11 de junho de 1995. Sexta etapa da temporada, nele o francês Jean Alesi, da Ferrari, obteve a única vitória de sua carreira e subiu ao pódio ladeado por Rubens Barrichello e Eddie Irvine, pilotos da Jordan-Peugeot.

## Resumo
- Única vitória de Jean Alesi na Formula 1, coincidentemente no dia em que completou 31 anos.
- A Jordan fez dobradinha no pódio com seus pilotos Rubens Barrichello e Eddie Irvine, respectivamente nas 2º e 3º posições. Feito que iria repetir 4 anos depois em 1998, no confuso Grande Prêmio da Bélgica com Damon Hill e Ralf Schumacher ambos na 1º e 2º posições.
- Melhor resultado de Rubens Barrichello que repetiria esse feito algumas vezes até sua primeira vitória no grande prêmio da Alemanha de 2000.
- Primeiro pódio de Eddie Irvine na Fórmula 1.

## Classificação da prova

### Treinos oficiais
| Pos.   | Nº | Piloto                   | Construtor         | Tempo Q1 | Tempo Q2 | Diferença |
| ------ | -- | ------------------------ | ------------------ | -------- | -------- | --------- |
| 1      | 1  | Michael Schumacher       | Benetton-Renault   | 1:27.661 | 1:27.708 |           |
| 2      | 5  | Damon Hill               | Williams-Renault   | 1:28.039 | 1:28.552 | + 0.378   |
| 3      | 6  | David Coulthard          | Williams-Renault   | 1:28.590 | 1:28.091 | + 0.430   |
| 4      | 28 | Gerhard Berger           | Ferrari            | 1:28.247 | 1:28.189 | + 0.528   |
| 5      | 27 | Jean Alesi               | Ferrari            | 1:28.525 | 1:28.474 | + 0.813   |
| 6      | 2  | Johnny Herbert           | Benetton-Renault   | 1:29.295 | 1:28.498 | + 0.837   |
| 7      | 8  | Mika Häkkinen            | McLaren-Mercedes   | 1:29.406 | 1:28.910 | + 1.249   |
| 8      | 15 | Eddie Irvine             | Jordan-Peugeot     | 1:29.021 | 1:29.259 | + 1.360   |
| 9      | 14 | Rubens Barrichello       | Jordan-Peugeot     | 1:29.393 | 1:29.171 | + 1.510   |
| 10     | 7  | Mark Blundell            | McLaren-Mercedes   | 1:30.279 | 1:29.641 | + 1.980   |
| 11     | 26 | Olivier Panis            | Ligier-Mugen/Honda | 1:29.809 | 1:30.345 | + 2.148   |
| 12     | 30 | Heinz-Harald Frentzen    | Sauber-Ford        | 1:30.285 | 1:30.017 | + 2.356   |
| 13     | 9  | Gianni Morbidelli        | Footwork-Hart      | 1:30.854 | 1:30.159 | + 2.498   |
| 14     | 25 | Martin Brundle           | Ligier-Mugen/Honda | 1:30.880 | 1:30.255 | + 2.594   |
| 15     | 4  | Mika Salo                | Tyrrell-Yamaha     | 1:30.657 | 1:30.695 | + 2.996   |
| 16     | 3  | Ukyo Katayama            | Tyrrell-Yamaha     | 1:31.958 | 1:31.382 | + 3.721   |
| 17     | 23 | Pierluigi Martini        | Minardi-Ford       | 1:31.859 | 1:31.445 | + 3.784   |
| 18     | 29 | Jean-Christophe Boullion | Sauber-Ford        | 1:31.925 | 1:31.838 | + 4.177   |
| 19     | 24 | Luca Badoer              | Minardi-Ford       | 1:32.453 | 1:31.853 | + 4.192   |
| 20     | 16 | Bertrand Gachot          | Pacific-Ford       | 1:33.866 | 1:32.841 | + 5.180   |
| 21     | 17 | Andrea Montermini        | Pacific-Ford       | 1:33.910 | 1:32.894 | + 5.233   |
| 22     | 10 | Taki Inoue               | Footwork-Hart      | 1:32.995 |          | + 5.334   |
| 23     | 22 | Roberto Moreno           | Forti-Ford         | 1:34.000 | 1:35.559 | + 6.339   |
| 24     | 21 | Pedro Paulo Diniz        | Forti-Ford         | 1:36.187 | 1:34.982 | + 7.321   |
| Fonte: |    |                          |                    |          |          |           |

### Corrida
| Pos.   | Nº | Piloto                   | Construtor         | Voltas | Tempo/Diferença        | Grid | Pontos |
| ------ | -- | ------------------------ | ------------------ | ------ | ---------------------- | ---- | ------ |
| 1      | 27 | Jean Alesi               | Ferrari            | 68     | 1:44:54.171            | 5    | 10     |
| 2      | 14 | Rubens Barrichello       | Jordan-Peugeot     | 68     | + 31.477               | 9    | 6      |
| 3      | 15 | Eddie Irvine             | Jordan-Peugeot     | 68     | + 35.980               | 8    | 4      |
| 4      | 26 | Olivier Panis            | Ligier-Mugen/Honda | 68     | + 41.314               | 11   | 3      |
| 5      | 1  | Michael Schumacher       | Benetton-Renault   | 68     | + 44.676               | 1    | 2      |
| 6      | 9  | Gianni Morbidelli        | Footwork-Hart      | 67     | + 1 volta              | 13   | 1      |
| 7      | 4  | Mika Salo                | Tyrrell-Yamaha     | 67     | + 1 volta              | 15   |        |
| 8      | 24 | Luca Badoer              | Minardi-Ford       | 67     | + 1 volta              | 19   |        |
| 9      | 10 | Taki Inoue               | Footwork-Hart      | 66     | + 2 voltas             | 22   |        |
| 10     | 25 | Martin Brundle           | Ligier-Mugen/Honda | 61     | Colisão                | 14   |        |
| 11     | 28 | Gerhard Berger           | Ferrari            | 61     | Colisão                | 4    |        |
| Ret    | 23 | Pierluigi Martini        | Minardi-Ford       | 60     | Acelerador             | 17   |        |
| Ret    | 22 | Roberto Moreno           | Forti-Ford         | 54     | Sistema de combustível | 23   |        |
| Ret    | 5  | Damon Hill               | Williams-Renault   | 50     | Câmbio                 | 2    |        |
| Ret    | 7  | Mark Blundell            | McLaren-Mercedes   | 47     | Motor                  | 10   |        |
| Ret    | 3  | Ukyo Katayama            | Tyrrell-Yamaha     | 42     | Motor                  | 16   |        |
| Ret    | 16 | Bertrand Gachot          | Pacific-Ford       | 36     | Bateria                | 20   |        |
| Ret    | 30 | Heinz-Harald Frentzen    | Sauber-Ford        | 26     | Motor                  | 12   |        |
| Ret    | 21 | Pedro Paulo Diniz        | Forti-Ford         | 26     | Câmbio                 | 24   |        |
| Ret    | 29 | Jean-Christophe Boullion | Sauber-Ford        | 19     | Spun Off               | 18   |        |
| Ret    | 17 | Andrea Montermini        | Pacific-Ford       | 5      | Câmbio                 | 21   |        |
| Ret    | 6  | David Coulthard          | Williams-Renault   | 1      | Spun Off               | 3    |        |
| Ret    | 2  | Johnny Herbert           | Benetton-Renault   | 0      | Colisão                | 6    |        |
| Ret    | 8  | Mika Häkkinen            | McLaren-Mercedes   | 0      | Colisão                | 7    |        |
| Fonte: |    |                          |                    |        |                        |      |        |

## Tabela do campeonato após a corrida
| Pos. | Piloto             | Pontos |
| ---- | ------------------ | ------ |
| 1    | Michael Schumacher | 36     |
| 2    | Damon Hill         | 29     |
| 3    | Jean Alesi         | 24     |
| 4    | Gerhard Berger     | 17     |
| 5    | Johnny Herbert     | 12     |

| Pos. | Construtor       | Pontos |
| ---- | ---------------- | ------ |
| 1    | Ferrari          | 41     |
| 2    | Benetton-Renault | 38     |
| 3    | Williams-Renault | 32     |
| 4    | Jordan-Peugeot   | 12     |
| 5    | McLaren-Mercedes | 8      |

- Nota: Somente as primeiras cinco posições estão listadas.